# János Takács
János Takács, (5 december 1954) is een voormalig Hongaars professioneel tafeltennisser.

## Belangrijkste resultaten
- WK
  -  Goud met het team in 1979 in Pyongyang.